# Artjom Detisjev
Artjom Aleksandrovitsj Detisjev (Russisch: Артем Александрович Детышев) (Angarsk, 21 juli 1978) is een Russisch schaatser.
Nationaal nam hij twee keer plaats op het erepodium bij de allroundkampioenschappen van Rusland, in 1999 werd hij tweede en in 2004 derde. Aan de EK allround nam hij drie keer deel, hij werd 30e in 2002, 11e in 2004 en 18e in 2006. Hij was vier keer deelnemer bij de WK afstanden en eenmaal deelnemer op de Winterspelen (2006).

## Resultaten
| Jaar | EK Allround | Olympische Spelen   | WK Afstanden       | WK Junioren |
| ---- | ----------- | ------------------- | ------------------ | ----------- |
| 1997 |             |                     |                    | 11e         |
| 1998 |             |                     |                    | 6e          |
| 1999 |             |                     | 11e 5000m          |             |
|      |             |                     |                    |             |
| 2002 | NC30        |                     |                    |             |
| 2003 |             |                     | 8e 5000m 6e 10000m |             |
| 2004 | 11e         |                     | 19e 5000m          |             |
|      |             |                     |                    |             |
| 2006 | NC18        | 15e 5000m DQ 10000m |                    |             |

NC# = niet gekwalificeerd voor de laatste afstand, maar wel als # geklasseerd in de eindrangschikking